# 관음사 (개성)
관음사(觀音寺)는 개성시 산성리 천마산 기슭 소재한 박연폭포 뒷골짜기에 있는 절이다. 970년에 처음 세우고 1646년에 고쳐 세웠다. 관음사에는 대웅전·요사·부속건물과 7층돌탑 등이 있다. 
대웅전은 앞면 3칸(8.4m), 옆면 3칸(6.61m)이며, 약간 배가 부른 두리기둥 위에 바깥 7포, 안 9포로 두공을 짜올렸으며, 드물게도 우진각 지붕을 하였다. 건물안 천장은 비반자와 소란반자이다. 대들보와 중보 사이를 통나무로 조각한 연꽃동자기둥으로 받치었는데 섬세하고 세련되었다. 문은 한 칸에 세 짝씩 달았는데 모란꽃·연꽃·열십자무늬·나뭇잎무늬 등을 조각하여 문살로 하였다. 뒷면에는 각각 한 장의 판자로 연꽃무늬와 사슴을 타고 앉은 불상을 누각한 문짝이 있다. 내부에는 잘 만든 닫집이 있다.

## 같이 보기
- 한국의 불교